# 张志勇 (1916年)
张志勇（1916年—2017年5月20日），原名张保奎，男，湖北红安人，中国人民解放军开国大校，中国人民解放军少将。

## 生平
1916年，张志勇生于湖北省红安县华家河镇张家寨。1931年参加中国工农红军，历任红四方面军干事、参谋、副科长、作战科长，先后参加了第四次反“围剿”、万源保卫战等战役战斗。1930年加入中国共产主义青年团，1934年转入中国共产党。1933年2月，在红四方面军肃反中，红十二师三十四团团委书记张志勇被指控为改组派遭到毒打，即将被打死时，被师政委詹才芳搭救。后参加了长征。在长征中参加了百丈崖激战。中国工农红军在这次战斗中毙伤俘敌一万五千多人，自身伤亡也很惨重，其中二十五师伤亡一千多人，最后中国工农红军撤出战斗。此后张志勇又参加西路军行动。1936年10月，西路军西渡黄河在古浪地区同马家军作战，伤亡惨重，张志勇被俘后逃脱。回到部队后，张志勇任新四军军部执法队政治指导员。在“皖南事变”中，张志勇任新四军军部特派员，奉命收容掉队人员，将收容人员编为1个连，自任连长组织突围成功。抗日战争时期，他历任队政治指导员、团特派员、团政治处主任、总队长、师直属队政治处主任等职，参加了反“扫荡”、反“围剿”等战役战斗。
第二次国共内战时期，他历任军区政治部组织部副部长、纵队后勤部政治委员、军分区政治部主任、军区政治部副主任、师政治委员等职。
中华人民共和国成立后，张志勇历任空六师政委、空军航空工程部副政委、中国人民解放军国防科学技术委员会训练基地工程部部长、后勤部部长，第二十训练基地副司令员、第二十四试验训练基地司令员，中国人民解放军国防科学技术大学副校长。1993年，因工作劳累曾突发脑溢血。
张志勇1964年晋升为少将军衔，曾获二级八一勋章、二级独立自由勋章、二级解放勋章和一级红星功勋荣誉章。
2017年5月20日，副兵团职离休干部张志勇在北京病逝，享年102岁。